# Anthometra concoloraria
Anthometra concoloraria là một loài bướm đêm trong họ Geometridae.